# Kambelevac
Kambelevac (cyr. Камбелевац) – wieś w Serbii, w okręgu pirockim, w gminie Babušnica. W 2011 roku liczyła 313 mieszkańców.